# Cagnes-sur-Mer-Ouest (tổng)
Tổng Cagnes-sur-Mer-Ouest là một tổng của Pháp. Tổng này nằm ở tỉnh Alpes-Maritimes trong vùng Provence-Alpes-Côte d’Azur.

## Các đơn vị hành chính
Tổng Cagnes-sur-Mer-Ouest gồm phần phía tây của thị xã Cagnes-sur-Mer, và các thị xã Villeneuve-Loubet, La Colle-sur-Loup và Saint-Paul.

## Lịch sử
| Ngày bầu cử | Tên             | Đảng | Tư cách                                     |
| ----------- | --------------- | ---- | ------------------------------------------- |
|             |                 |      |                                             |
| 1988        | M. Lionnel Luca | RPR  | Adjoint au Thị trưởng của Villeneuve-Loubet |
| 1994        | M. Lionnel Luca | RPR  | Thị trưởng của Villeneuve-Loubet            |
| 2001        | M. Lionnel Luca | RPF  | Député des Alpes-Maritimes                  |
| 2008        | M. Lionnel Luca | UMP  | Député des Alpes-Maritimes                  |

## Biến động dân số
| 1882                                         | 1926 | 1962 | 1968 | 1975 | 1982 | 1990 | 1999   |
|                                              |      |      |      |      |      |      | 34 794 |
| -------------------------------------------- | ---- | ---- | ---- | ---- | ---- | ---- | ------ |
| Số liệu từ năm 1990: Dân số không tính trùng |      |      |      |      |      |      |        |